# 阿卢皮湖
阿卢皮湖（Aalupi）是爱沙尼亚东南部的一个湖，面积7公顷。它位于珀尔瓦县卡内皮教区雷巴斯特村。